# Amerzone

Gameplay

Amerzone - ett äventyr i den djupaste djungeln är ett datorspel skapat av Benoît Sokal och utvecklat av spelbolagen Microids och IQ Media Nordic som lanserades 1999. Spelet är ett så kallat "klickspel" som går ut på att samla på sig föremål och med hjälp av dessa lösa gåtor och problem som dyker upp längs vägen. Spelet utspelar sig i "första person" och har 360 graders synfält. En remake släpptes 25 april 2025.

## Handling

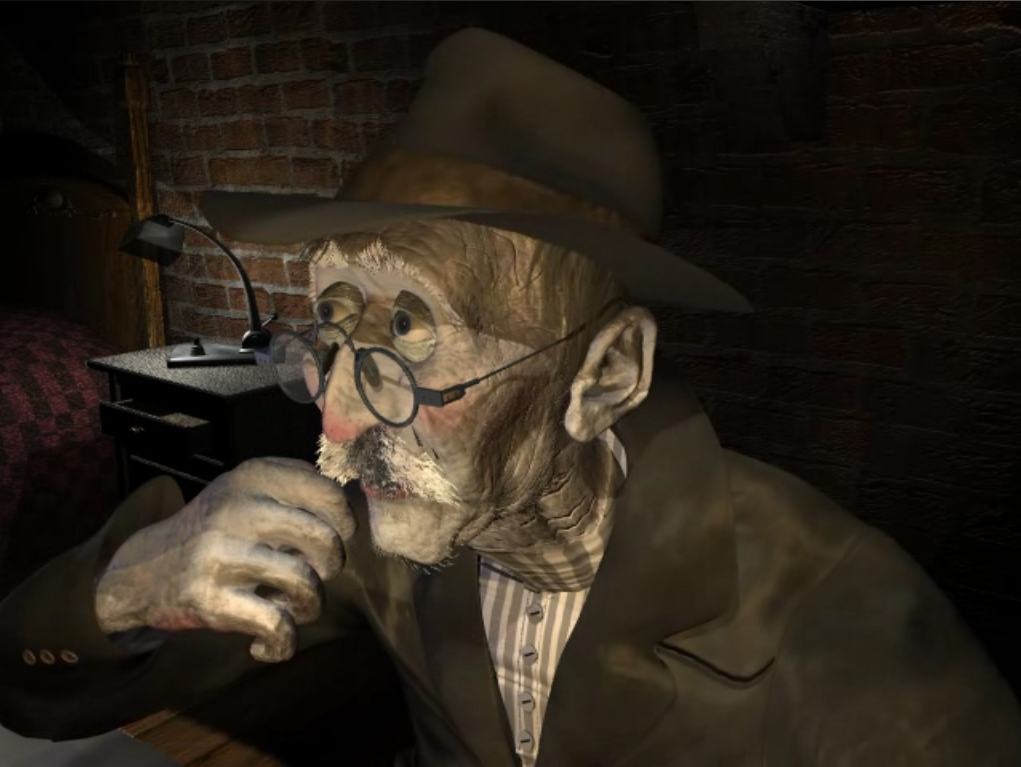
Alexandre Valembois

År 1932 ville den unge upptäcktsresanden Alexandre Valembois göra sig berömd genom att i spetsen för en expedition utforska det okända Amerzoneområdet i djupaste Sydamerika. Under expeditionen blev han nära vän med områdets indianer och bevittnade en märklig ceremoni med ett gigantiskt fågelägg i centrum. Han fick sedan veta att indianerna tror på en legend om "de vita fåglarna", fåglar med gigantiska vingar som aldrig landar. Valembois missbrukar indianernas förtroende och stjäl ägget och återvänder sedan till Europa i tron om att bli berömd men ingen tror på honom och han blir istället förlöjligad och så småningom bortglömd. Nu har 60 år gått, mycket vatten har flutit under broarna och Amerzone har förblivit isolerat från omvärlden, styrt av den despotiske diktatorn Antonio Alvarez.
En dag besöker en ung journalist (spelaren) den nu gamle Valembois som nu bor ensam i ett fyrtorn för att göra en intervju. Men Valembois är döende. Han har planerat en ny expedition tillbaka till Amerzone för att lämna tillbaka ägget (som fortfarande lever) och återupprätta legenden om de vita fåglarna, men han är för svag och lyckas som sin sista önskan innan han dör få journalisten att lova att utföra expeditionen i hans ställe. Ett löfte är ett löfte, äventyret i en gammal tragedis fotspår kan börja.

## Om spelet
Spelet var en storsatsning men hade av många experter på förhand setts som ett risktagande eftersom marknaden för äventyrsspel hade minskat drastiskt under 90-talets sista år och många fruktade att spelet skulle bli något av en flopp. Det fanns till och med de som menade att Microids riskerade konkurs om spelet inte sålde tillräckligt bra. Men trots alla dystra expertutlåtanden fick spelet över lag ett mycket positivt mottagande, framför allt för sin för tiden mycket avancerade grafik, vilket anses vara den största anledningen till den framgång spelet skördade. Spelet anses idag som ett klassiskt äventyrsspel och har under årens lopp givits ut i ett flertal extrautgåvor. Spelet lanserades till både PC, Mac och Playstation.
I den svenska versionen görs figurernas röster av bland annat Bert-Åke Varg, Johan Hedenberg, Staffan Hallerstam, Hans Wahlgren, Hans Lindgren samt Annelie Berg.